# برندی کرستا
برندی کرستا یک کوکتل در فهرست کوکتل‌های رسمی آی‌بی‌ای است که از برندی، ماراسکینو، بلو کاراسائو، لیموترش تازه، شیره و آنگوستورا درست می‌شود.
این کوکتل، که به خاطر پوسته شکر روی لبه آن به این نام توسط جوزف سانتینی نامگذاری شده است، جوزف سانتینی متصدی در بار خود در نیواورلئان، جوئل جنوب بود این کوکتل را برای اولین درست کرده است.
جری توماس اولین کسی بود که دستور عمل ساخت این کوکتل را در کتابچه راهنمای کوکتل خود در سال ۱۸۶۲ منتشر کرد.